# Josabeth Sjöberg
Josabeth Fredrica Paulina Sjöberg, född 30 juni 1812 på Södermalm i Stockholm, död 29 december 1882 på Grubbens gärde, eller Allmänna försörjningsinrättningen på Kungsholmen, var en kvinna i 1800-talets Stockholm känd för de målningar hon gjorde av sina tolv hem på Södermalm. 
Josabeth Sjöberg levde hela sitt vuxna liv på Södermalm i Stockholm. Hon försörjde sig på att färglägga tryckta illustrationer till böcker och tidskrifter och genom att ge lektioner i gitarr, möjligen gav hon även pianolektioner. Några arv från och med det sena 1850-talet innebar även att hon kunde leva ett tämligen tryggt liv, om än mycket enkelt. Hon bodde på tolv olika ställen på Södermalm och har i bild skildrat varje hem, några enbart med interiörer, andra med utsikter och vyer. Dessa akvarellmålningar, som alla är färglagda teckningar, är mycket detaljrika och utgör en viktig källa till 1800-talets Stockholm. Utöver serien med sina tolv hem målade Sjöberg bland annat en serie med kyrkointeriörer och en med ålderdomshem för kvinnor. Efter Sjöbergs död ärvdes akvarellerna av en son till en av hennes ungdomsvänner. De stannade i familjen fram till 1936 då Stadsmuseet i Stockholm förvärvade alla utom en, den interiörbild som visar den första bostaden och i vilken Albert Rydell, mannen som ärvde Josabeth Sjöberg, står avbildad som barn.

## Biografi

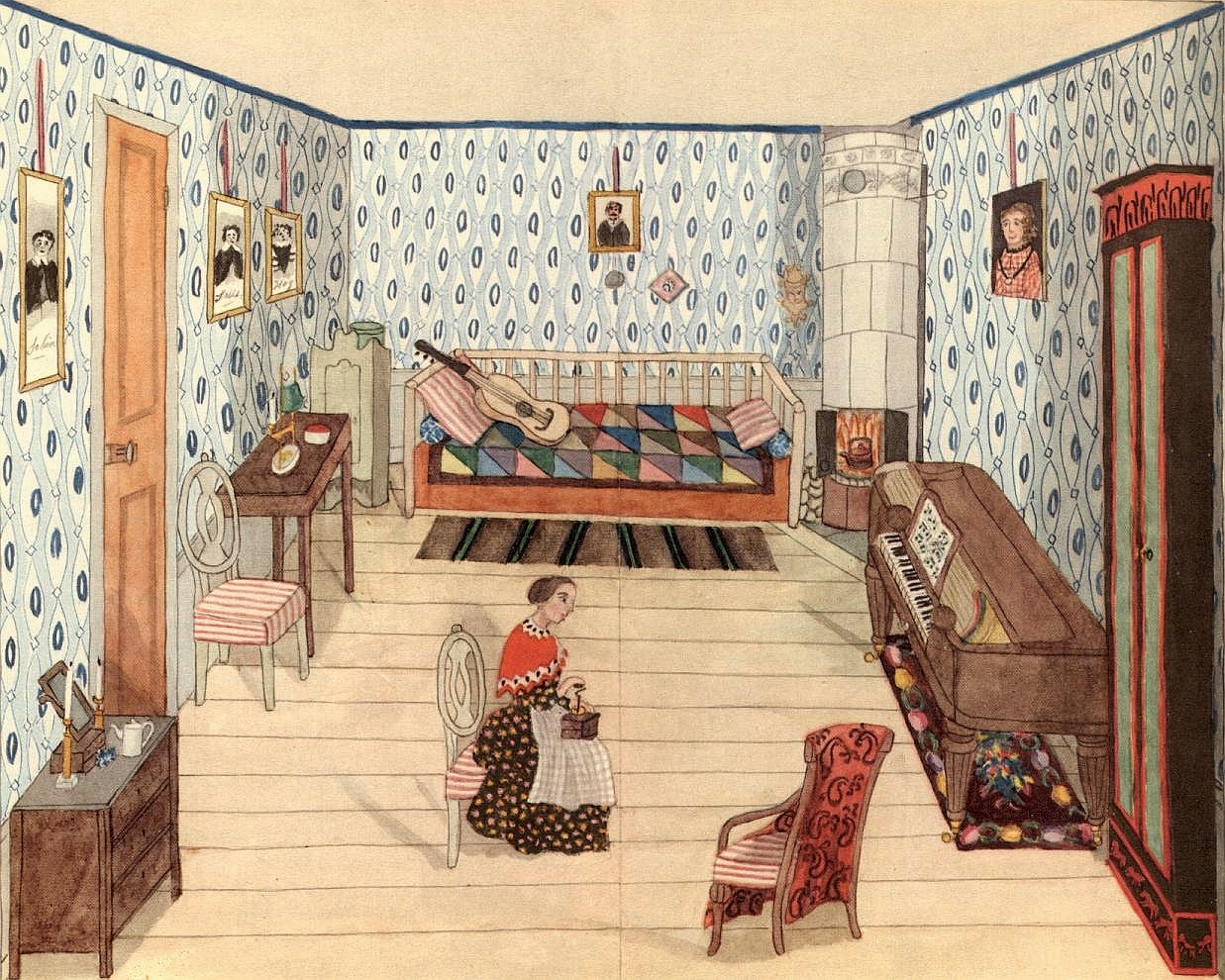
Josabeth Sjöbergs tionde bostad, Renstiernas gränd 17.

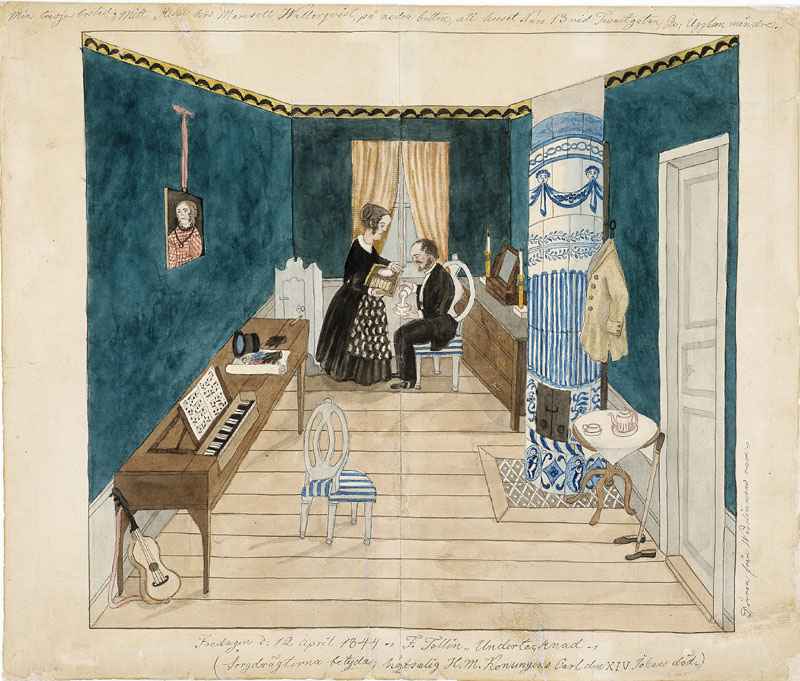
Josabeth Sjöbergs tredje bostad, Tavastgatan 13. Konstnären Ferdinant Tollin kommer på besök.

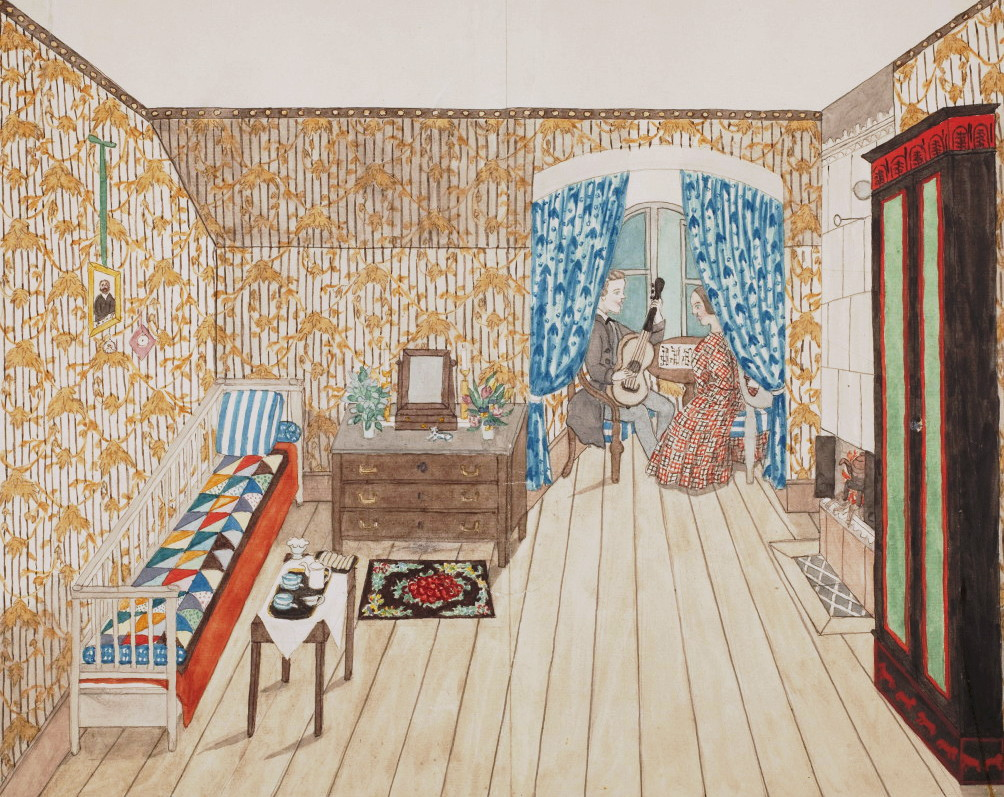
"Mitt rum uti huset N:ro 25 vid Cathrina Högbergsgata". Sjöbergs åttonde bostad låg i fastigheten Pelarbacken större 30.

Sjöberg kom inte från något förmöget hem, men tillhörde ändå stadens borgarklass och familjen hade vanor som hörde hemma där. Familjen hade piga, det dracks vin och kaffe och Sjöbergs mor aktrisen Johanna Fredrika Wibergsson bar sidenkläder. Fadern Nils Sjöberg kunde titulera sig sekreterare och kanslist i Krigskollegium. Mer obekräftade källor uppger att han var musikalisk och hustrun en hängiven romanläsare. I familjen fanns även en äldre son som var tre år äldre än Josabeth Sjöberg och namne med fadern. När Sjöberg var 18 år dog modern och två år senare fadern. Brodern Nils Sjöberg blev därmed sin systers förmyndare och förblev så fram till sin död 1863. Vid denna tid kunde ogifta kvinnor ansöka om att bli myndiga och det gjorde också Josabeth Sjöberg året därpå. Senare i livet ärvde hon en del pengar och livräntor som gjorde hennes försörjning tryggare.  
Den musikaliska utbildningen, och för den delen även själva begåvningen, kom möjligen från fadern, men i en borgerlig flickas uppfostran ingick ofta sång- och musiklektioner, naturligtvis utan alla anspråk på att ägna sig åt denna konst annat än i hemmet. Utbildning i teckning och ibland målning var även det vanligt förekommande för flickor inom denna samhällsklass, men här saknas källor. Sjöbergs envetet naiva stil, som trots att hon utvecklades som konstnär, ändå är fjärran från ett mer skolat bildskapande i 1800-talet, vittnar om att hon till stora delar var självlärd. Hennes teknik genomgick emellertid en del förändringar under 1860-talet och mycket talar för att hon då fick någon form av teckningsundervisning.
Sjöberg levde smått och verkar ha kunnat försörja sig på att handkolorera konturtryckta bilder och ge musiklektioner för att senare i livet ärva så pass mycket att hon kunde tillåta sig att gå till fotografen eller köpa ett nytt taffelpiano. Bortsett från de personer som finns avbildade i hennes bilder känner man inte till mycket om hennes umgänge. Eva von Zweigbergk, vars morfar Albert Rydell var den som hade ärvt Sjöbergs tecknings- och målningssamling, menar att ”Josabeth kom ibland från sin 12:e bostad i Blecktornsgränd på besök till Östermalm med färglådan i piraten, har Alberts små döttrar tyckt sig minnas på gamla dar.” Man kan förmoda att Sjöberg höll kontakt med sina släktingar systrarna Sophia och Emilie Brandel på Nybrogatan, eftersom hon ärvde båda, liksom barndomsväninnorna Anna Sofia Roos, tidigare Rydell och född Appelberg, och Maria Christina Lindberg, född Mollstedt, som båda nämns i Sjöbergs testamente. Anna Sofia Roos (Rydell) barnbarn, Annastina Alkman skriver:
Denna min faster gifte om sig med överkontrollören i Kongl. Tullverket Edvard Harling, i vars hus mamsell Josabeth Sjöberg på äldre dagar ofta var gäst liksom i mina föräldrars hem. Då jag knappt var 4 år när hon dog 1883, minns jag blott helt flyktigt en gammal dam i stor svart kråka (hatt) som alltid bar med sig en ”ridicule” med en färglåda i. Vi kallade henne alla ”Moster” Berta – det gängse namnet för ”tante” i småborgerliga kretsar under förra seklets mitt, misstänker jag – som vänner och grannar från Söder väl först gjort. Veterligen var hon inte släkt med oss…)
I sitt testamente nämner Sjöberg även sin svägerska, Sofia Albertina Sjöberg, född Westman, som skulle få ärva en livränta under förutsättning att hon ”låter försätta sig i myndighetstillstånd”. Två personer testamenterade en livränta till Sjöberg och man kan förmoda att hon i någon mån även umgicks med dem, snickarmästare Anders Johansson på Södermannagatan och den tämligen välbesuttna arkitektänkan Maria Elisabeth Enander i den Hårlemanska malmgården på Drottninggatan. 
Hela sitt vuxna liv bodde Sjöberg på Södermalm. Hon hyrde inte mindre än tolv olika små bostadsrum och det är skildringarna av dessa och utsikter från de närmaste omgivningarna som har gjort henne berömd, men hon målade även andra motiv och huvuddelen av hennes bildvärld kan sammanfattas i tre serier. Den första är bostäderna och utsikterna, den andra scener från vårdboenden för äldre kvinnor och den tredje kyrkointeriörer.

## Mamsell Josabeths trappor
Trapporna från Tjärhovsplan upp till Stigbergsgatan och Norska kyrkan på Södermalm är uppkallade efter Josabeth Sjöberg. De fick sitt namn 1968.

## Bilder
"Utsikt från mitt fönster".

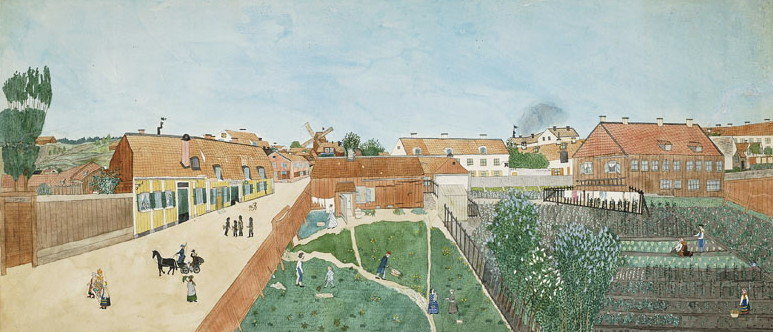
Högbergsgatan med kvarnen Brinkan (sommar)
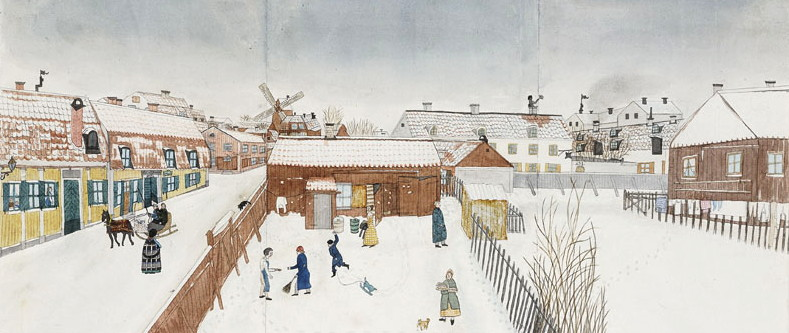
Högbergsgatan med kvarnen Brinkan (vinter)
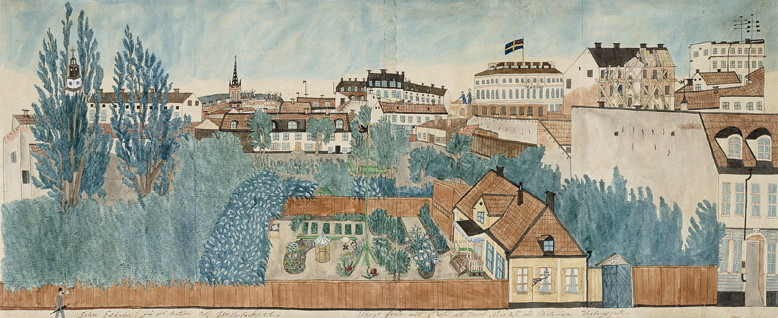
Vy från Högbergsgatan mot norr